# 10월 선언

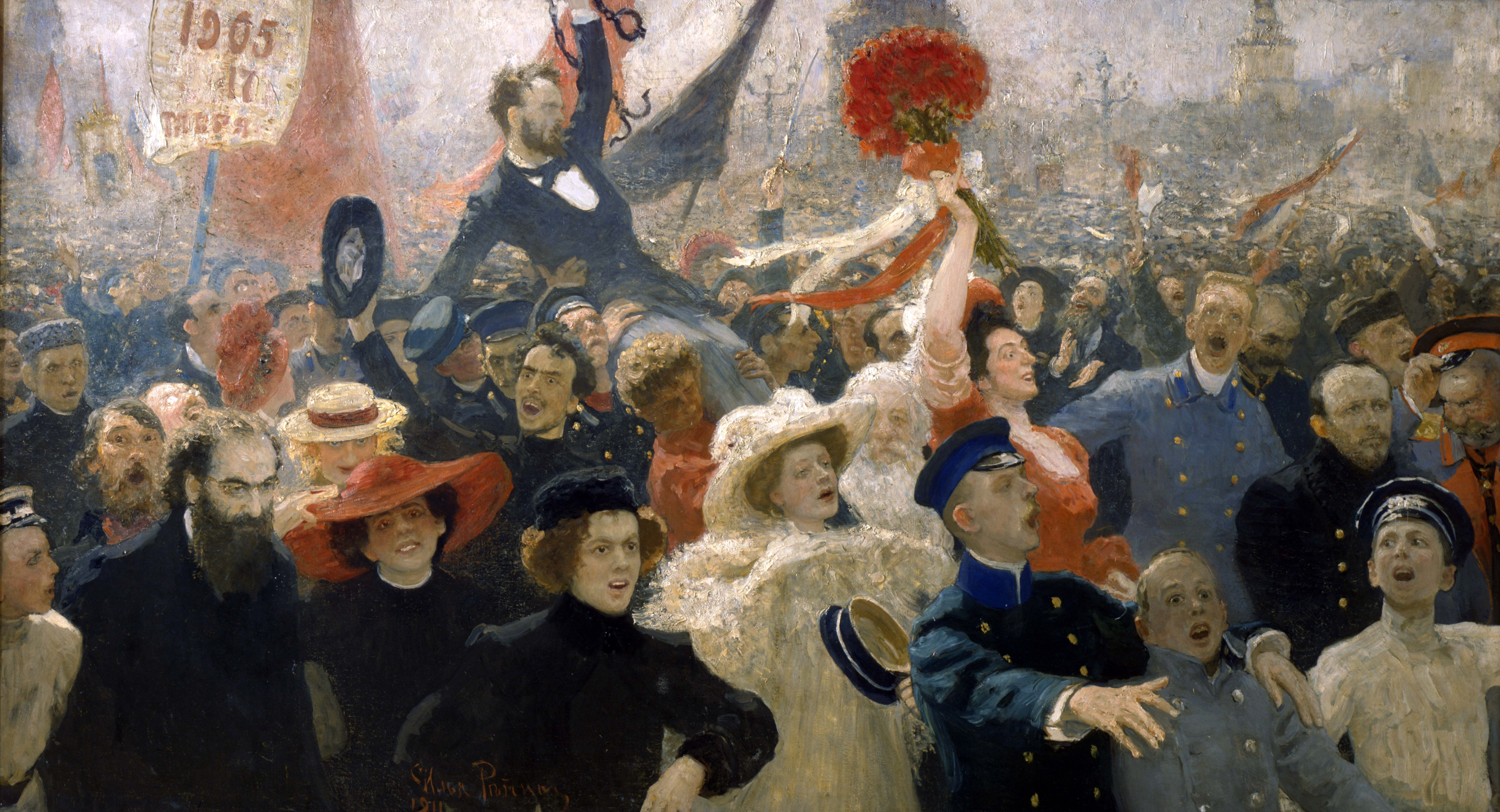
1905년 10월 17일

10월 선언(러시아어: Октябрьский манифест)은 1905년 10월 17일(그레고리력 10월 30일), 러시아 제1혁명이 전국적으로 고조되자 이것을 수습하기 위하여 니콜라이 2세가 발포한 칙령이다. 입헌군주정을 약속한 것으로, 내용으로는 사상, 집회, 결사의 자유, 입법권을 가진 의회의 개설, 투표권의 확장 등을 포함하고 있다.

## 내용
10월 조서는 니콜라이 2세의 이름으로 다음 세 가지를 국민들에게 약속했다.
- 인격의 불가침, 양심의 자유, 언론의 자유, 집회의 자유, 결사의 자유
- 두마 (국회) 선거에 폭 넓은 참여. 즉 선거권의 확대와 새로운 입법 조치 하에 보통 선거에 의한 유권자의 증가
- 두마의 승인을 받지 않는 법률의 무효화, 국회의원에 의한 행정 행위의 합법성, 적법성 통제·감시하는 권한 부여

10월 조서의 공포로 러시아는 입헌제에 첫 걸음을 내딪게 되었다. 이 조서는 그때까지 황제의 폭정만을 경험해온 러시아 국민에게 헌법의 선구라고도 부를 수 있는 것이었다.
10월 조서의 반포로 승리를 얻었다고 생각했던 자유주의자들은 제정에 대한 비난의 화살을 거뒀다. 온건파는 11월에 ‘10월 17일 동맹’(시월당)을 결성했으며, ‘사회혁명당’(에스엘), ‘러시아 사회민주노동당’(볼셰비키와, 멘셰비키의 두 파)은 합법적 활동을 할 수 있는 기반을 얻었다.

## 반동
한편으로 자신의 전제 권력에 흠집을 입은 니콜라이 2세는 사태를 굴욕적인 것으로 느끼고 있었다. 또한 황후 알렉산드라도 전제를 지향하고 있었다.